# Frank Richard Spencer
Frank Richard Spencer (ur. 10 czerwca 1951 w Sylacauga) – amerykański duchowny rzymskokatolicki, biskup pomocniczy archidiecezji Wojskowej Stanów Zjednoczonych Ameryki od 2010.

## Życiorys
Święcenia kapłańskie otrzymał 14 maja 1988 i został inkardynowany do archidiecezji Baltimore. Przez kilka lat pracował duszpastersko na terenie archidiecezji. Od 1998 służył w archidiecezji polowej i pełnił funkcje kapelana sił zbrojnych USA w Korei (1999–2000 i 2006–2009), na Pustyni Synaj (2000–2001) i w Iraku (2004). W latach 2001–2005 pracował w kurii polowej w Waszyngtonie, zaś w latach 2009–2010 był wicekomendantem amerykańskich kapelanów pracujących w Europie.
22 maja 2010 papież Benedykt XVI mianował go biskupem pomocniczym archidiecezji Wojskowej Stanów Zjednoczonych Ameryki oraz biskupem tytularnym Auzia. Sakry biskupiej udzielił mu 8 września 2010 abp Timothy Broglio.